# NGC 3851
NGC 3851 (również PGC 36516) – galaktyka eliptyczna (E), znajdująca się w gwiazdozbiorze Lwa. Odkrył ją John Herschel 24 lutego 1827 roku.